# Paynes Point (Illinois)
Pour les articles homonymes, voir Payne.
Paynes Point est communauté incorporée du comté d'Ogle dans l'Illinois.

## Géographie
Paynes Point est situé dans le Township de Pine Rock, à l'est d'Oregon et au sud de Stillman Valley.

## Histoire

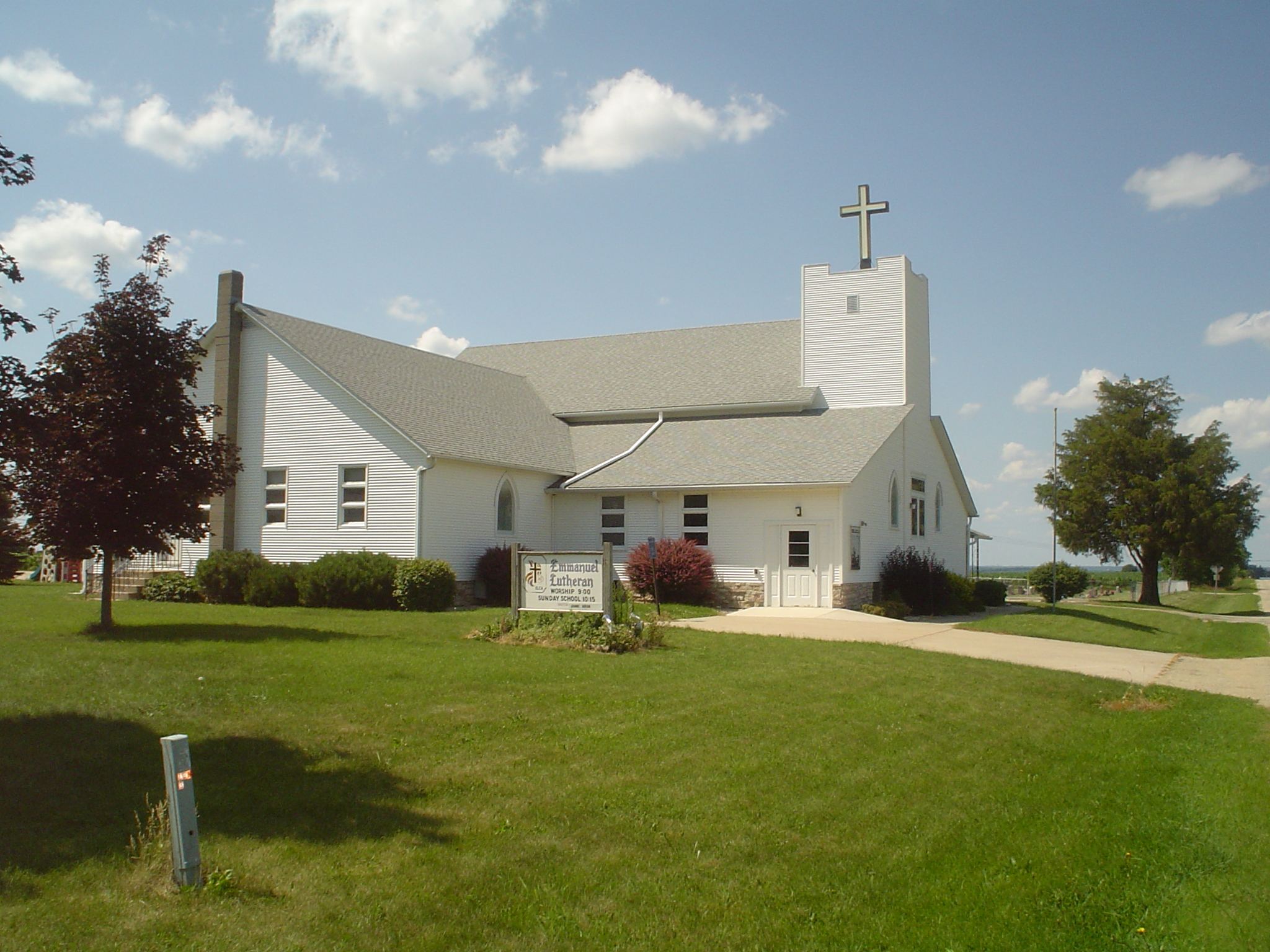
L'église luthérienne Emmanuel à Paynes Point.

La communauté a prospéré dans les années 1970 et 1980.